# كلاوس فرانك
كلاوس فرانك (بالألمانية: Klaus Franke)‏ (23 مايو 1948 في ألمانيا - ) هو لاعب كرة قدم ألماني في مركز الدفاع. لعب مع شفارز فيس إسين ونادي بوخوم.

## وصلات خارجية
- كلاوس فرانك على موقع قاعدة بيانات كرة القدم.إي يو (الإنجليزية)
- كلاوس فرانك على موقع بيانات كرة القدم. دي إي (الألمانية)